# Bunge, Gotlands kommun
Bunge är kyrkby i Bunge socken i Gotlands kommun, belägen på norra Gotland vid länsväg 148 strax sydväst om Fårösund.
I Bunge ligger Bunge kyrka.